# Dream Morning Musume
Le Dream Morning Musume sono un girl group giapponese nato nel 2011 e composto da 10 ex cantanti già facenti parte del gruppo idol Morning Musume. Il gruppo è prodotto da Tsunku e fa parte dell'Up-Front Group.

## Formazione
- Yuko Nakazawa
- Kaori Iida
- Natsumi Abe
- Kei Yasuda
- Mari Yaguchi
- Rika Ishikawa
- Hitomi Yoshizawa
- Makoto Ogawa
- Miki Fujimoto
- Koharu Kusumi

## Discografia

### Album in studio
- 2011 - Dreams (1)

Singoli
- 2012 - Shining Butterfly